# Aphaniosoma alticolum
Aphaniosoma alticolum är en tvåvingeart som beskrevs av Ebejer 2007. Aphaniosoma alticolum ingår i släktet Aphaniosoma och familjen gulflugor. Inga underarter finns listade i Catalogue of Life.